# Cryptogenius fryi
Cryptogenius fryi är en skalbaggsart som beskrevs av Gilbert John Arrow 1909. Cryptogenius fryi ingår i släktet Cryptogenius och familjen Hybosoridae. Inga underarter finns listade i Catalogue of Life.